# فیت‌بیت
فیت‌بیت شرکتی واقع در شهر سان فرنسیسکو در ایالت کالیفرنیای کشور ایالات متحده آمریکا است. این شرکت محصولاتی مرتبط با شناسایی و پردازش فعالیت‌های فیزیکی کاربران از جمله ساعت‌ها و دستگاه‌های مچی هوشمند تولید می‌کند. این محصولات قادرند تعداد قدم‌های برداشته شده در روز، ضربان قلب، کیفیت خواب، تعداد پله‌های بالا و پایین رفته و بسیاری دیگر از فعالیت‌های فیزیک کاربران را شناسایی و پردازش کنند. تا پیش از ۹ مهر ۱۳۸۶ خورشیدی نام این شرکت «تحقیقات متریک سلامتی» بود  . با وجود اینکه به نظر می‌رسد استفاده از این ابزارها باعث افزایش فعالیت‌های فیزیک کاربران می‌شود  اما بعضی تحقیقات علمی با این ادعا موافق نیستند .  
براساس آمار شرکت آی‌دی‌سی (به انگلیسی: IDC) که در ۲۰ اسفند ۱۳۹۸ فیت‌بیت در جایگاه پنجم بین شرکت‌های تولید کننده‌ی ابزارهای قابل پوشیدن پس از شیائومی و اپل قرار دارد . فیت‌بیت تا به حال ۱۰۰ میلیون دستگاه فروخته است و بیش از ۲۸ میلیون کاربرد دارد . شرکت گوگل در سال ۱۳۹۸ اعلام کرد علاقه‌مند به خرید فیت‌بیت با قیمت دو و یک دهم میلیارد دلار است .   

## اثر بخشی
به نظر می‌رسد استفاده از ابزارهای ثبت و شناسایی فعالیت‌های فیزیکی در میزان فعال بودن کاربران موثر است  اما بعضی تحقیقاتی علمی چنین ادعایی را رد می‌کنند . برای مثال از پنج تحقیقی که در مورد اثربخشی استفاده از این دسته از ابزارها در کاهش وزن انجام شده است تنها یکی از آنها نگاه مثبت داشته است. یکی از تحقیقات اثر منفی مشاهده کرده و سه تحقیق هیچ اثری مشاهده نکرده‌اند . علاوه بر این هنوز مشخص نیست استفاده از این دستگاه‌ها برای کودکان و نوجوانان در سنین بالاتر تاثیر مثبت یا منفی خواهد داشت یا نه . 

## تاریخچه
مارچ ۲۰۰۷
در ۲۶ مارچ ۲۰۰۷ دفتر مرکزی این شرکت در شهر سان فرنسیسکو در ایالت کالیفرنیا در کشور ایالات متحده آمریکا با مدیریت عاملی جیمز پارک (به انگلیسی: James Park) تاسیس شد. 

### می ۲۰۱۵
در ۸ می ۲۰۱۵ شرکت فیت‌بیت سهام اولیه خود را با ارزش ۳۵۸ میلیون دلار در بورس نیویورک عرضه کرد . 

### جون ۲۰۱۵
در ۱۸ جون ۲۰۱۵ علامت سهام این شرکت در نمایشگرهای بورس نیویورک به «FIT» تغییر داده شد. 

### اکتبر ۲۰۱۶
پس از آنکه سهام این شرکت ۵۰ درصد سقوط کرد، جمیز پارک به منظور اصلاح ساختار شرکت نام آنرا از «شرکت الکترونیک مصرف‌کننده» به «شرکت مراقبت سلامتی دیجیتال» تغییر داد. 

### فوریه ۲۰۱۸
فیت‌بیت اعلام کرد که در همکار با شرکت آدیداس محصول ویژه‌ای به نام آدیداس فیت‌بیت آیونیک (به انگلیسی: Adidas-branded Fitbit Ionic) را در ۱۹ مارچ ۲۰۱۸ به بازار عرضه خواهد کرد. 

### اوت ۲۰۱۸
انجمن صلیب آبی سپر آبی (به انگلیسی: Blue Cross Blue Shield Association) در همکاری با شرکت فیت‌بیت اعلام کرد که در محصول Blue365 خود از محصولات فیت‌بیت استفاده خواهد کرد. 

## محصولات

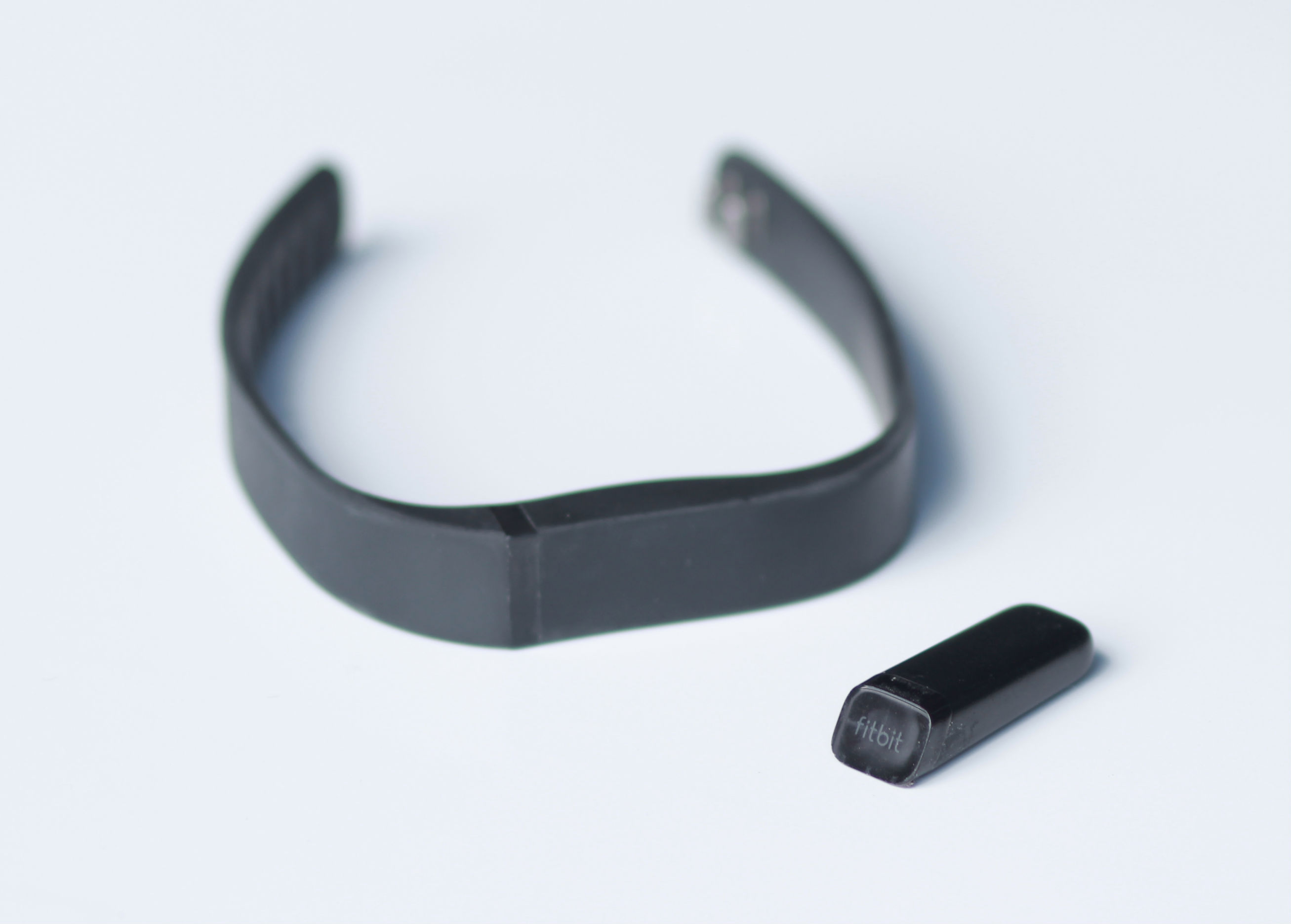
تصویر از فیت‌بیت فکس در حالی که بخش مرکزی از بند ساعت قابل شارژش جدا قرار داده شده است.

در کنار ردیاب های فعالیت ، فیت‌بیت در سال ۲۰۱۴ یک وب‌سایت و نرم‌افزار تلفن همراه هوشمند ارائه کرد. این نرم‌افزار به فیت‌بیت‌ها اجازه می‌داد تا با دستگاه‌هایی که دارای بلوتوث هستند ارتباط برقرار کرده و اطلاعات خود را به آنها منتقل کنند.علاوه بر این کاربران قادر اضافه کردن مواد غذایی که در طول روز مصرف می‌کنند، سایر فعالیت‌های فیزیکی و وزن خود به نرم‌افزار هستند و اهدافی روزانه و یا هفتگی برای سوختن کالری و یا طی کردن مسافت خاصی در آن تنظیم کنند. این برنامه دارای بخشی است که کاربران از طریق آن می توانند خود و دیگران را به چالش دعوت کنند و در با یکدیگر رقابت کنند. این بخش اجتماعی به منظور افزایش انگیزه در کاربران طراحی شده است و داده‌ها نشان می‌دهد که کاربرانی که با دوستان خود از طریق برنامه در تماس هستند به طور متوسط روزانه ۷۰۰ قدم بیشتر حرکت می‌کنند. کاربران همچنین می توانند تصاویری از خود به منظور نشان دادن پیشرفت و رسیدن به اهداف خود در این بخش از نرم‌افزار به اشتراک بگذارند. 
اولین محصول این شرکت «دنبال‌کننده‌ی فیت‌بیت» ( به انگلیسی: Fitbit Tracker) بود. این شرکت در ماه اکتبر سال ۲۰۱۷ ساعت هوشمند خود به نام «فیت‌بیت آیونیک» (به انگلیسی: Fitbit Ionic) رونمایی کرد و در سال ۲۰۱۸ با تغییر طراحی و کاهش قیمت آن با نام جدید «ورسا» به بازار ارائه کرد. 
محصول «فیت‌بیت چارژ ۳» یک ردیاب سلامت و تناسب اندام مچی بود که در اکتبر سال ۲۰۱۸ معرفی شد. این ساعت هوشمند اولین دستگاهی بود که دارای سنسور سنجش اشباع اکسیژن (SPO2) بود. با این حال حداقل تا ژانویه سال ۲۰۱۹ این سنسور برای کاربران فعال نبود و شرکت فیت‌بیت هیچ جدول زمانی بندی در مورد اینکه کی این سنسور فعال خواهد شد ارائه نکرده است.
دست‌بندهای محصول «فیت‌بیت چارژ ۳» در دو اندازه‌ی کوچک و بزرگ موجود است. اندازه کوچک بین ۵/۵ - ۷/۱ اینچ و بزرگ ۷/۱- ۸/۷ اینچ است. علاوه بر این ، صفحه نمایش این محصول تقریباً چهل درصد از «فیت‌بیت شارژ ۲» بزرگتر است. فیت‌بیت چارژ ۳ در دو رنگ قابل خرید است: یک مورد رز - طلایی و دیگیری آبی - خاکستری است. رنگ صفحه‌ی نمایش هر دو محصول «آلومینیم گارفیتی» است . 
در تاریخ ۱۷ دسامبر ۲۰۱۸، این شرکت «سیستم‌عامل فیت‌بیت ۳» را منتشر کرد که شامل بخش‌های بسیاری بیشتری در صفحه‌ی کنترل اصلی بود برای مثال ورود سریع وزن و میزان آب نوشیده شده از جمله‌ی این تغییرات بود. صفحه‌ی کنترل جدید داده‌های بیشتری در مورد خواب کاربر نیز ارائه می‌کند . 
محصول «فیت‌بیت ورسا» در سه نسخه استاندارد، ویژه و سبک وجود دارد. 
در ۱۹ دسامبر ۲۰۱۸، امارات ان‌بی‌دی (به انگلیسی: Emirates NBD) پشتیبانی خود از سیستم فیت‌بیت پی (پرداخت با فیت‌بیت) را اعلام کرد. امارات ان‌بی‌دی اولین بانک در خاورمیانه است که چنین خدماتی ارائه می‌کند . 
در تاریخ ۲۰ دسامبر ۲۰۱۸، شرکت فیت‌بیت از سیستم جدید خود برای تشخیص خودکار نوع فعالیت‌های کاربران پرده‌برداری کرد . 
در همین ماه، شرکت فیت‌بیت یک API و ابزار کدباز به منظور تصحیل کار برای توسعه دهندگان نرم‌افزار برای فیت‌بیت ارائه کرد . 
در ۲ ژانویه ۲۰۱۹ محصول Fitbit Charge 3 در کشور هند رونمایی شد. 
در ۳ جون ۲۰۲۰، در جریان «دنیاگیری کروناویروس» شرکت فیت‌بیت دستگاه تنفس مصنوعی به نام «Fitbit Flow» با قیمت ۵۰۰۰ دلار به منظور کمک به کادر درمانی بیمارستان‌هایی که بیماران زیادی دارند اما قادر به تامین محصولات به دلیل قیمت زیاد دستگاه‌های تنفس مصنوعی نیستند ارائه کرد . بر اساس گفته‌ی فیت‌بیت این دستگاه فقط برای دوران فراگیری کروناویروس طراحی شده است و جایگزین دائمی دستگاه‌های حرفه‌ای تنفس مصنوعی نیست . 

### دقت محصولات
یک مطالعه نه چندان بزرگ در سال ۲۰۱۵ نشان داد که دستگاه های شرکت فیت‌بیت با دقت بسیاری زیادی قادر به اندازه‌گیری تعداد قدم‌ها و کالری مصرف شده در روز هستند. دستگاه‌هایی که روی مچ دست پوشیده می‌شوند به طور متوسط یازده قدم در دقیقه را ثبت نمی‌کنند. هنگام اندازه گیری تعداد کالری مصرف‌شده، دستگاه‌هایی که روی ران پا پوشیده می شوند، به طور متوسط شش درصد زیادی از حد کالری مصرف شده را تخمین می‌زنند، در حالی که دستگاه های پوشیده شده روی مچ دست کالری سوخته شده را با بیش از ۲۱ درصد خطا بیشتر از میزان واقعی تخمین می‌زنند. نویسندگان نتیجه گرفتند که هر دو دستگاه فیت‌بیت وان و فیت‌بیت فلکس در سطح قابل اعتماد تعداد قدم‌های برداشته شده و کالری مصرف شده را اندازه گیری می‌کنند و در کل دستگاه‌هایی که به ران پا متصل می‌شوند دقیقتر هستند . 
تحقیقی در سال ۲۰۱۹ نشان داد که Fitbit Charge 2 با دقت بسیاری بالایی قادر با اندازه‌گیری ضربان قلب افراد بالغ در خواب است و این دقت در دامنه‌ی طبیعتی ضربان قلب بالاترین دقت را دارد . 
یک مطالعه در سال ۲۰۱۹ نشان داد که فیت‌بیت شارژ ۲ نسبت به EEG ، راندمان خواب را تقریباً ۴٪ بیشتر از حد واقعی تخمین زده است، اما بین آنها هیچ تفاوتی در اندازه گیری زمان خواب کل وجود ندارد .
یک بررسی در سال ۲۰۱۹ نشان داد که دستگاه های فیت‌بیت، که از ویژگی ردگیری کیفیت خواب استفاده می کنند در کل عملکرد بهتری نسبت به مدل های بدون این قابلیت دارند . 

### فراخوانی محصولات
در ۲۰ فوریه ۲۰۱۴ مشخص شد پوست بعضی کاربران به محصول جدید این شرکت به نام «Fitbit Force» حساسیت نشان می‌دهد. در نتیجه شرکت فیت‌بیت مجبور به فراخوانی تمام این محصولات شد. در زمانی که این فراخوانی به شکل رسمی اعلام شد بیش از ۹۹۰۰ کاربر رسماً حساسیت پوستی ملایم و ۲۵۰ کاربر حساسیت وخیم به این محصول را به طور رسمی اعلام کرده بودند. 
در آوریل ۲۰۱۷ فردی ادعا کرد محصول «Flex 2» او در حالی که روی مچ دستش بوده آتش گرفته است . اما تحقیقات نشان داد که ادعای او ناصحیح بوده و انفجار ساعت او دلیل فشاری بوده که خود به دستگاه وارد کرده است در نتیجه شرکت اعلام کرد که نیاز به نگران شدن سایر کاربران نیست . 

### سود و درآمد
در ۵ مارس ۲۰۱۵ فیت‌بیت نرم‌افزار ورزشی Fitstar به ارزش هفده و نیم میلیون دلار خرید. 
در ۱۲ مارس ۲۰۱۵ فیت‌بیت شرکت «سکه» (به انگلیسی: Coin) را خرید.  این شرکت محصولاتی در حوزه‌ی کارت‌های هوشمند تولید می‌کرد. پس امضاء این قرار تمام کارمندان کلیدی و مالکیت فکری این شرکت به فیت‌بیت واگذار شد. در همین زمان بود که تولید محصولات شرکت سکه نیز متوقف شد و محصولاتی که در بازار وجود داشت تا اتمام باتری قابل استفاده بودند. 
در ۶ دسامبر ۲۰۱۶ فیت‌بیت شرکت پبل (به انگلیسی: Pebble) را خرید.  به وجود اینکه این قرار داد شامل سخت‌افزارهای این شرکت نمی‌شد پس از امضاء آن این شرکت تولید محصولات خود را متوقف کرد. 
در ۱۰ ژانویه ۲۰۱۷ فیت‌بیت شرکت Vector Watch SRL واقع در رومانی را خرید.  پس از امضاء این قرار داد شرکت Vector قادر به تولید محصولات جدید با این نام را نداشت اما همچنان قادر به تولید محصولات قدیمی با نام Vector است. 
در ۱۳ فوریه ۲۰۱۸ فیت‌بیت شرکت  Twine Health واقع در کشور ایالات متحده آمریکا را به قیمتی که به صورت عمومی اعلام نشده است خرید . پس از امضاء این قرار تمام کارمندان این شرکت در شرکت فیت‌بیت مشغول کار شدند. 
در ۱ نوامبر ۲۰۱۹ شرکت آلفابت اعلام کرد علاقه‌مند به خرید شرکت فیت‌بیت به ارزش بیش از دو میلیارد دلار است . آلفابت شرکت مادر شرکت گوگل است. 
در ۶ ژانویه ۲۰۲۰ سهامداران شرکت فیت‌بیت با کمال میل رای به فروش شرکت فیت‌بیت به گوگل دادند. البته هنوز این قرار داد نیاز به بررسی بیشتر و نهائی شدن دارد. 

## بازخورد

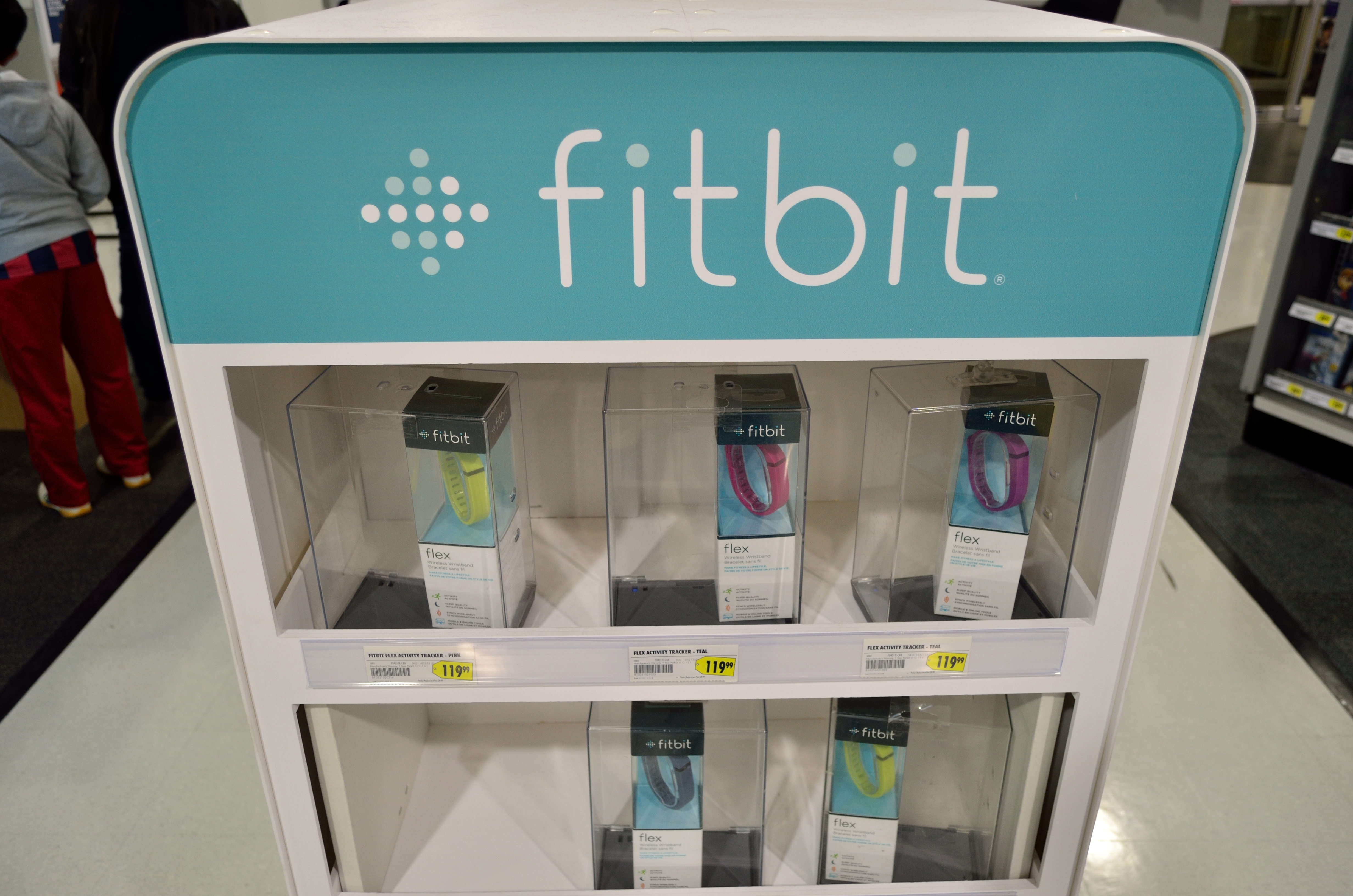
ویترین فروش محصولات فیت‌بیت در فروشگاهی

### جوایز
فیت‌بیت در سال ۲۰۰۸ و ۲۰۰۹ جوایز متعددی در حوزه‌های مختلف در TechCrunch50 گرفت . 
در سال ۲۰۱۶، فیت‌بیت در مقام سی و هفتم در بین پنجاه شرکت خلاق سال قرار داشت. در همین سال نیز، فیت‌بیت مقام چهل و ششم Deloitte Fast 500 North America را برد . 

### مشکلات در حفظ حریم خصوصی کاربران
پس از روش کردن سخت‌افزارهای فیت‌بیت، کاربر برای برای استفاده از آن باید در سایت فیت‌بیت حساب کاربری بسازد و در این پروسه قبول کند که داده‌ها او به سرور فیت‌بیت جهت بررسی بیشتر فرستاده شود.  
با شروع ماه جون سال ۲۰۱۱، موجی از اعتراضات به اینکه فعالیت‌های کاربران به صورت عمومی از طریق صفحه‌ی کاربری آنها در دسترس است به وجود آمد . شرکت فیت‌بیت پس از این جریان به کاربران اجازه داد در بخش تنظیمات حساب کاربری خود قادر به خارج کردن این اطلاعات از دسترسی عمومی باشند. یکی از مسائلی که به برخورد جدی کاربران با این مشکل دامن زد این بود که از طریق پیگیری فعالیت‌های فیزیک افراد می‌شد زمان رابطه‌ی فیزیک آنها را شناسایی کرد و این اطلاعات به صورت عمومی در دسترس دنیا بود . در پاسخ فیت‌بیت این اطلاعات کاربران را خصوصی کرد و به تمام موتورهای جستجوی آنلاین درخواست کرد این داده‌ها را از سیستم‌های خود پاک کنند . 
در مواردی از داده‌های فیت‌بیت برای کشف واقعیت جرائم استفاده شده است. برای مثال در مورد مشخص شد ادعای تجاوز فردی واقعیت نداشته به دلیل دروغ گرفتن به ماموران پلیس مجرم شناخته شد.
پس از آنکه شرکت فیت‌بیت به شرکت «آلفابت» (به انگلیسی: Alphabet) پیشنهاد فروش داده‌های خود را دارد موجی از نگرانی از طرف کاربران در مورد احتمال فروش داده‌های آنها به گوگل (شرکت زیر مجموعه‌ی آلفابت) به وجود آمد. کاربران نگران بودند که اگر داده‌های مربوط به فعالیت‌های آنها به دست گوگل برسد ممکن است این شرکت برای ارسال تبلیغات هدفمند به کاربران از آنها استفاده کنند . پس از این جریان بود که مدیر شرکت فیت‌بیت رسماً اعلام کرد که هرگز برای توسعه سیستم تبلیغات گوگل به آنها داده‌های کاربران را نخواهد فروخت و حفظ حریم خصوصی کاربران برای فیت‌بیت مهم و به آن به شدت پایبند است . 
در دسامبر سال ۲۰۱۹ پس از آنکه گوگل آمادگی و پیشنهاد خود برای خرید فیت‌بیت را اعلام کرد، نگرانی کاربران از انتشار داده‌های خصوصی آنقدر بالا گرفت که «کمیسیون فدرال تجارت» و «وزارت دادگستری ایالات متحده آمریکا» دستوری رسمی برای بررسی عواقب ناشی از اشتراک داده‌های فیت‌بیت با گوگل دادند. 

### نظارت بر کاربران
کمک به حل معمای قتل کُری دَبِیت (به انگلیسی: Connie Dabate) 
پس از به قتل رسیدن کُری، همسر او، ریچارد ادعا می‌کرد افسران پلیس در جریان یورش به خانه آنها کُری را هدف گلوله قرار داده و به قتل رسانده‌اند اما با تحلیل داده‌های فیت‌بیت کُری مشخص شد در زمان حمله پلیس به منزل آنها کُری زنده و در محلی دیگر در حال ورزش کردن بوده است. به این ترتیب معلوم شد داشتان ریچارد ساختگی بوده است.  

## کمک به حل معمای تجاوز به ریزلیی (به انگلیسی: Risley)[۷۲]
در سال ۲۰۱۵ ریزلیی مدعی بود شبی که برای مراقبت در خانه‌ی فردی استخدامش کرده بود مانده بود مردی وارد خانه شده است و به او تجاوز کرده اما تحلیل داده‌های فیت‌بیت او نشان داد که تمام شب فعال بوده و در زمانی مدعی بود خوابیده بوده است در واقعیت بیدار بوده است و  داستانش ساختگی است. 
کمک به حل معمای قتل کاران ناوارا (به انگلیسی: Karen Navarra) 
در سال ۲۰۱۸ تحلیل داده‌های فیت‌بیت کاران ناوارا نشان داد که پنج دقیقه پیش از اینکه پدرخوانده‌ی او، آنتونیو آبلو، کاران را ترک کند ضربان قلب کاران ناگهان یک پرش شدید داشته و بعد آن متوقف شده است. 

## لینک به مراجع دیگر
- وبگاه رسمی